# Реголит
Реголи́т (от др.-греч. ῥῆγος — «одеяло» и др.-греч. λίθος — «камень») — остаточный грунт, являющийся продуктом космического выветривания породы на месте.
В настоящее время этим термином чаще всего называют поверхностный слой сыпучего лунного грунта.

## История термина

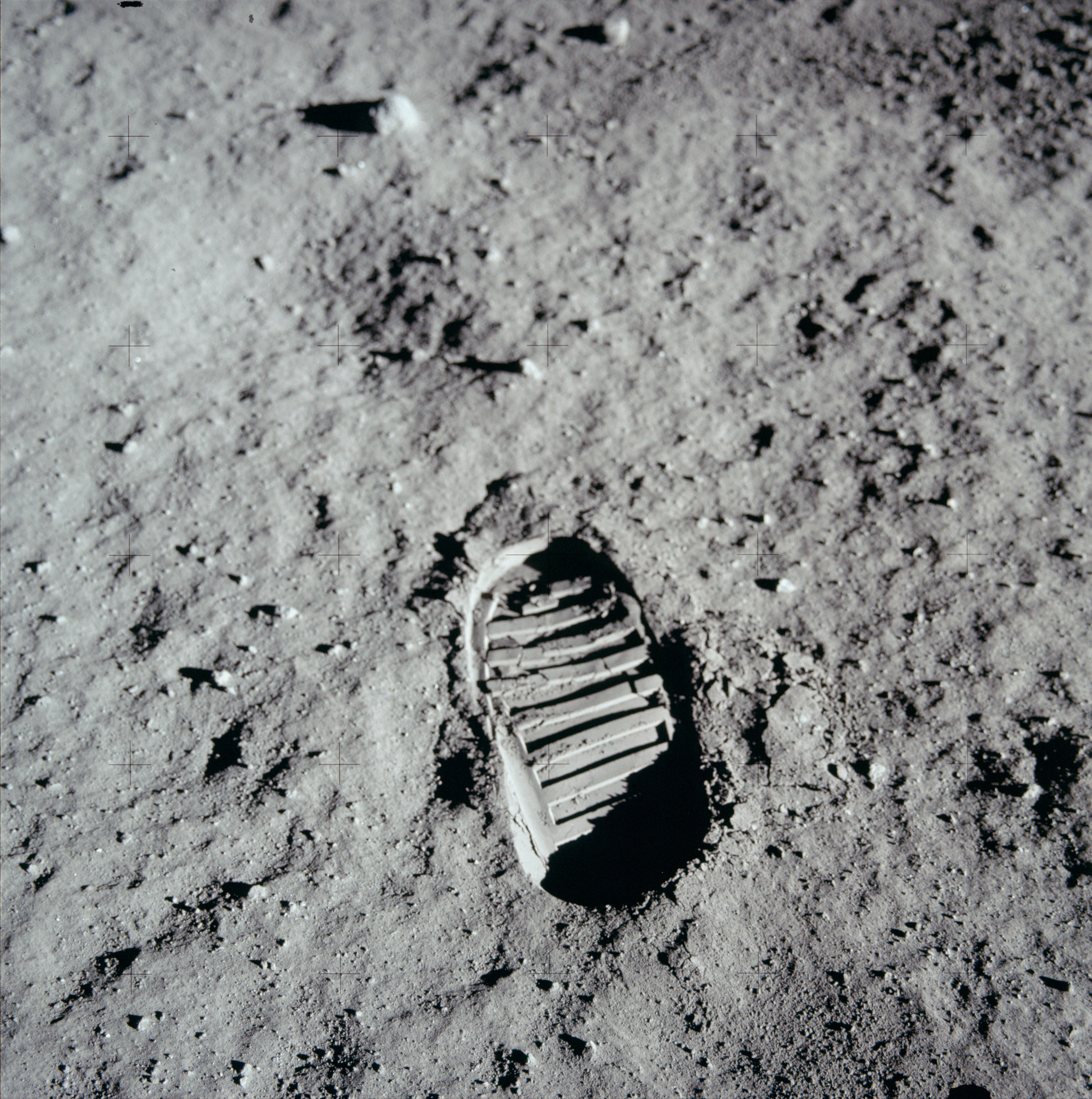
След калоши ботинка Б. Олдрина на реголите (Аполлон-11)

Термин «реголит» впервые применил американский геолог Г. П. Меррил в 1897 году. Он дал ему такое определение:

Реголит — все поверхностные рыхлые образования, представляющие верхние слои земной поверхности: гумусовые почвы, аллювий, продукты выветривания пород, каковы латерит, эоловые отложения, осыпи склонов, ледниковые отложения и т. д.

Современный термин реголит чаще всего применяется по отношению к лунному грунту, означая

несцементированный продукт дробления и переотложения лунных пород, сплошным чехлом покрывающий поверхность Луны. Реголит состоит из обломков лунных пород и минералов размером от пылевых частиц до нескольких метров в поперечнике, стёкол, литифицированных брекчий, фрагментов метеоритов и т. д.

Термин также применим и к материалам, покрывающим и поверхности других небольших безатмосферных планет и спутников (например Меркурия, Деймоса), а также астероидов. Реголит возникает в результате дробления, перемешивания и спекания лунных пород при падениях метеоритов и микрометеоритов в условиях вакуума и ничем не ослабленного космического излучения. По радиоизотопам было установлено, что некоторые обломки на поверхности реголита находились на одном и том же месте десятки и сотни миллионов лет.

## Лунный реголит

### Состав

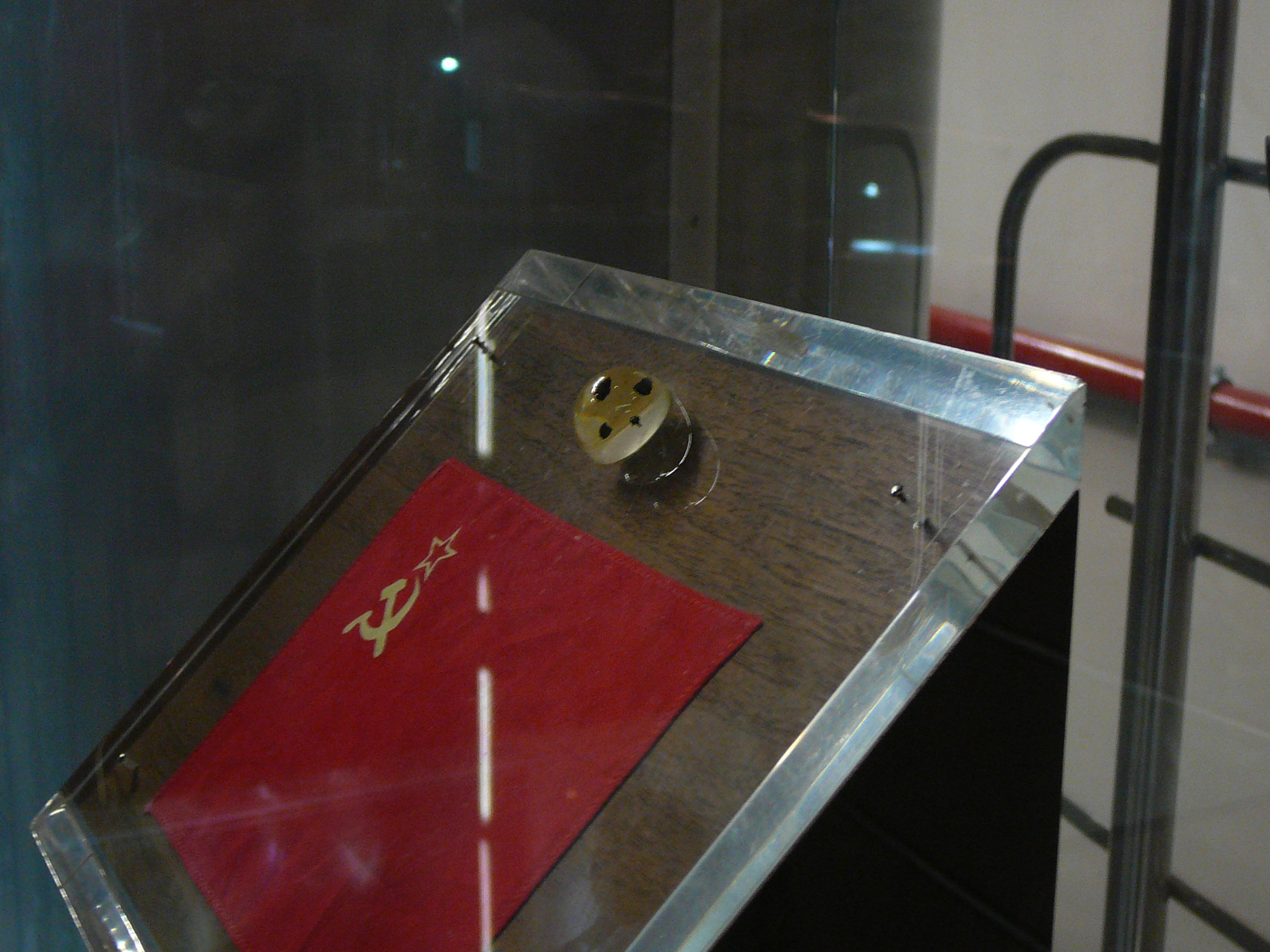
Лунный грунт, доставленный экипажем Аполлона-11 (подарок СССР от США), Музей космонавтики

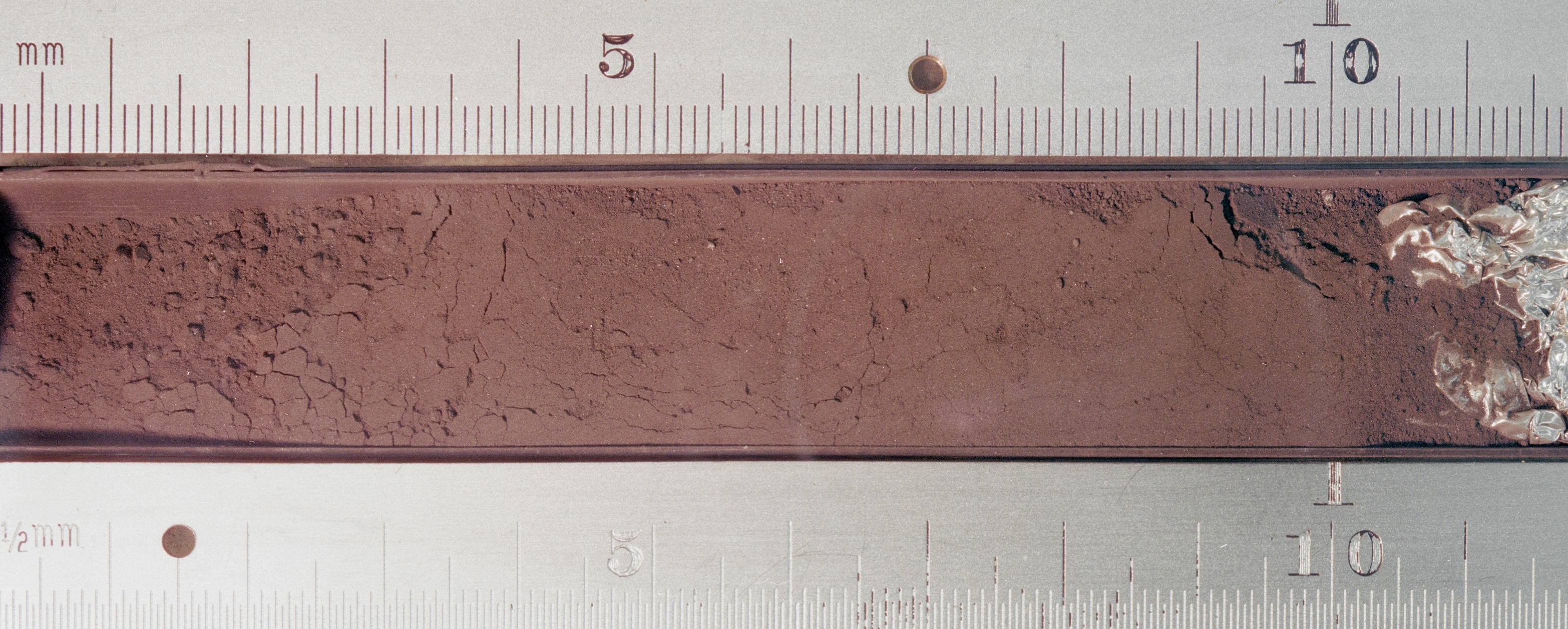
Проба лунного грунта № 10005, сделанная миссией «Аполлон-11»

Неслоистый, рыхлый, разнозернистый обломочно-пылевой слой, достигающий толщины нескольких десятков метров. Состоит из обломков изверженных пород, минералов, стекла, метеоритов и брекчий ударно-взрывного происхождения, сцементированных стеклом.
По гранулометрическому составу относится к пылеватым пескам (основная масса частиц имеет размер 0,03—1 мм). Цвет тёмно-серый, до чёрного, с включениями крупных частиц, имеющих зеркальный блеск. Частицы грунта обладают высокой слипаемостью из-за отсутствия окисной плёнки на их поверхности и высокой электризации. Кроме того, лунная пыль легко поднимается вверх от ударных воздействий и хорошо прилипает к поверхности твёрдых тел, что доставляло много неудобств участникам экспедиций «Аполлон». По утверждению Армстронга, Олдрина и профессора В. Ф. Скотта, в земной атмосфере реголит имеет характерный запах гари и отстрелянных пистонов.
А. П. Виноградов выделяет в реголите два типа частиц: угловатые, похожие на только что раздроблённую породу, и преобладающие окатанные частицы со следами оплавления и спекания. Многие из них остеклованы и похожи на стеклянные и металлические капли. По минеральному составу реголита установлено, что лунные моря сложены преимущественно базальтами, а среди пород материков преобладают анортозиты и их разновидности. Для реголита обоих типов характерно присутствие частиц металлического железа.
Частицы лунного грунта имеют способность к слипанию и достижению определенной связности, в результате чего грунт может комковаться и держать вертикальные стенки небольшой высоты.
По наблюдениям астронавтов число комков на поверхности доходило до 10% общего числа соразмерных камней. При этом комки легко раздавливались под подошвой астронавтов.

### Цвет лунного реголита
Цвета на Луне в основном определяются вариациями содержания железа и титана. Морские регионы имеют низкий коэффициент отражения, потому что они содержат относительно высокое количество оксида железа (FeO). Некоторые морские базальты содержат необычно высокую концентрацию оксида титана (TiO2) в дополнение к оксиду железа, что делает отражательную способность ещё ниже. TiO2 также сдвигает цвет морей от красного к синему.
Оригинальный текст (англ.)Colors on the Moon are dominantly controlled by variations in iron and titanium content. The mare regions have low reflectance because they contain relatively high amounts of iron oxide (FeO). Some mare basalts contain unusually high amounts of titanium oxide (TiO2) in addition to iron oxide, making for even lower reflectance. TiO2 also shifts the color of the mare from red to blue.
— 
Нил Армстронг о цвете лунного грунта:

Когда вы смотрите на грунт вблизи или в руке, вы обнаруживаете, что на самом деле он угольно-серый, и мы особо не могли найти ничего отличного от этого цвета.

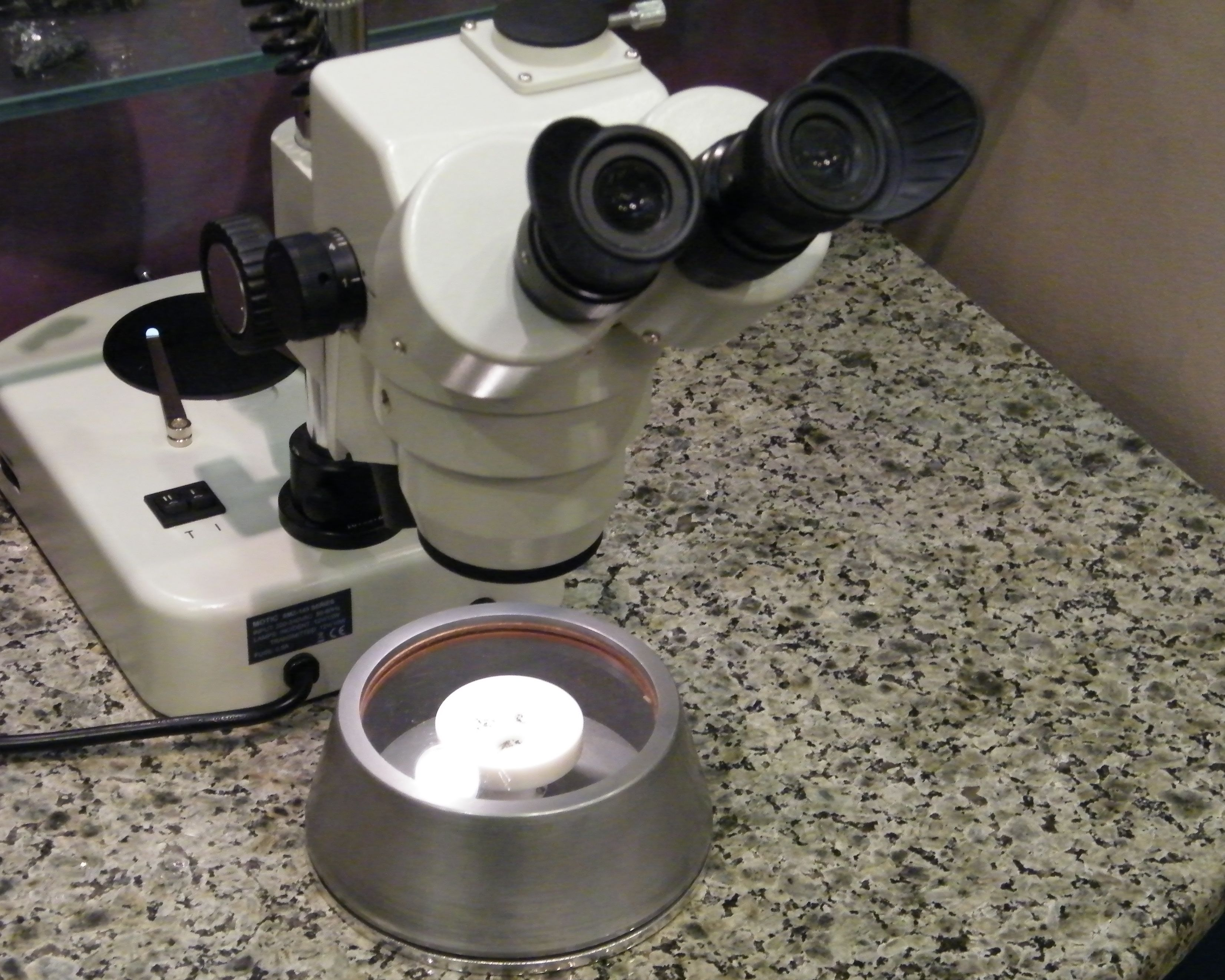
Образцы лунного реголита (Хабаровский краевой музей имени Н. И. Гродекова)

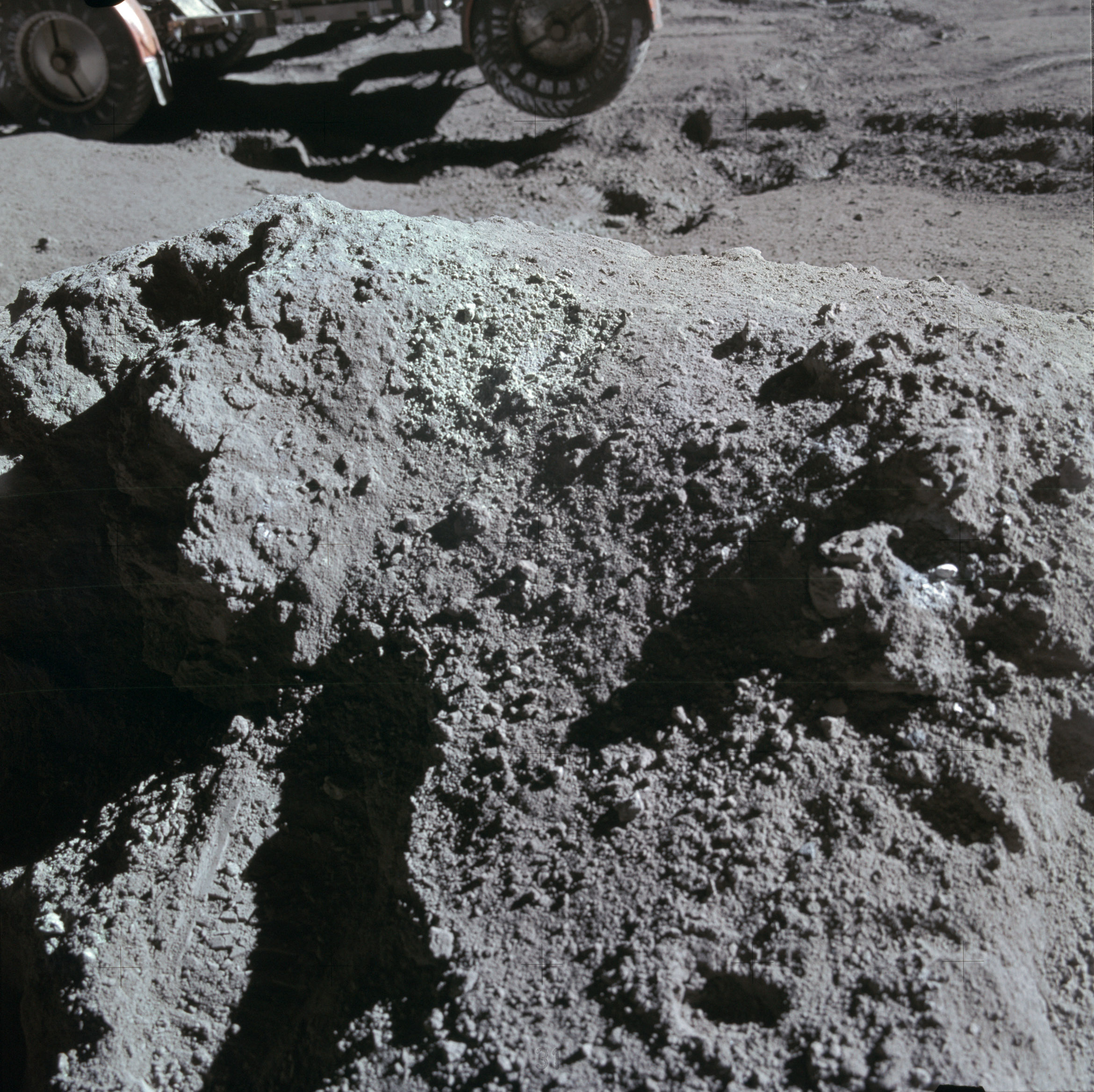
Брекчия с зеленоватым оттенком, обнаруженная миссией Аполлон-15. Анализы, сделанные позже на Земле, показали, что она содержит много стекла с высоким содержанием окиси магния.

Оригинальный текст (англ.)When you look at the material at close range, as if in your hand, you find it's a charcoal gray in fact, and we were never able to find any things that were very different from that color.

### Состав основных пород лунного реголита
Состав основных пород лунного реголита
| Название | Класс                   | Формула                   |
| -------- | ----------------------- | ------------------------- |
| Ильменит | Титанистый железняк     | FeTiO3                    |
| Оливин   | Железомагниевый силикат | (Mg, Fe)2[SiO4]           |
| Анортит  | Алюмосиликат кальция    | Ca[Al2Si2O8]              |
| Пироксен | Щелочные силикаты       | R2[Si2O6], где R — Na, Ca |

Элементный состав лунного реголита (в %)
| Элемент | Морской реголит | Материковый реголит | Реголит отдельных бассейнов |
| ------- | --------------- | ------------------- | --------------------------- |
| Ca      | 7,9             | 10,7                | 7,7                         |
| Mg      | 5,8             | 4,6                 | 6,1                         |
| Fe      | 13,2            | 4,9                 | 3,7                         |
| Al      | 6,8             | 13,3                | 9,8                         |
| Ti      | 3,1             | 0                   | 0                           |
| Si      | 20,4            | 21,0                | 21,8                        |
| O       | 41,3            | 44,6                | 43,3                        |
| S       | 0,1             | 0,072               | 0,076                       |
| K       | 0,1             | 0,073               | 0,24                        |
| Na      | 0,3             | 0,48                | 0,38                        |

Исследования показали, что, несмотря на схожесть с некоторыми земными грунтами, реголит имеет свойства, не характерные для грунтов. В пробах реголита, доставленных «Луной-16» и экспедициями «Аполлон» были обнаружены силикатные стекловидные частицы в форме капли или правильных шариков диаметром 0,05-5 мкм и 40-480 мкм. Они не встречаются в земных грунтах. — .

### Доставка лунного реголита

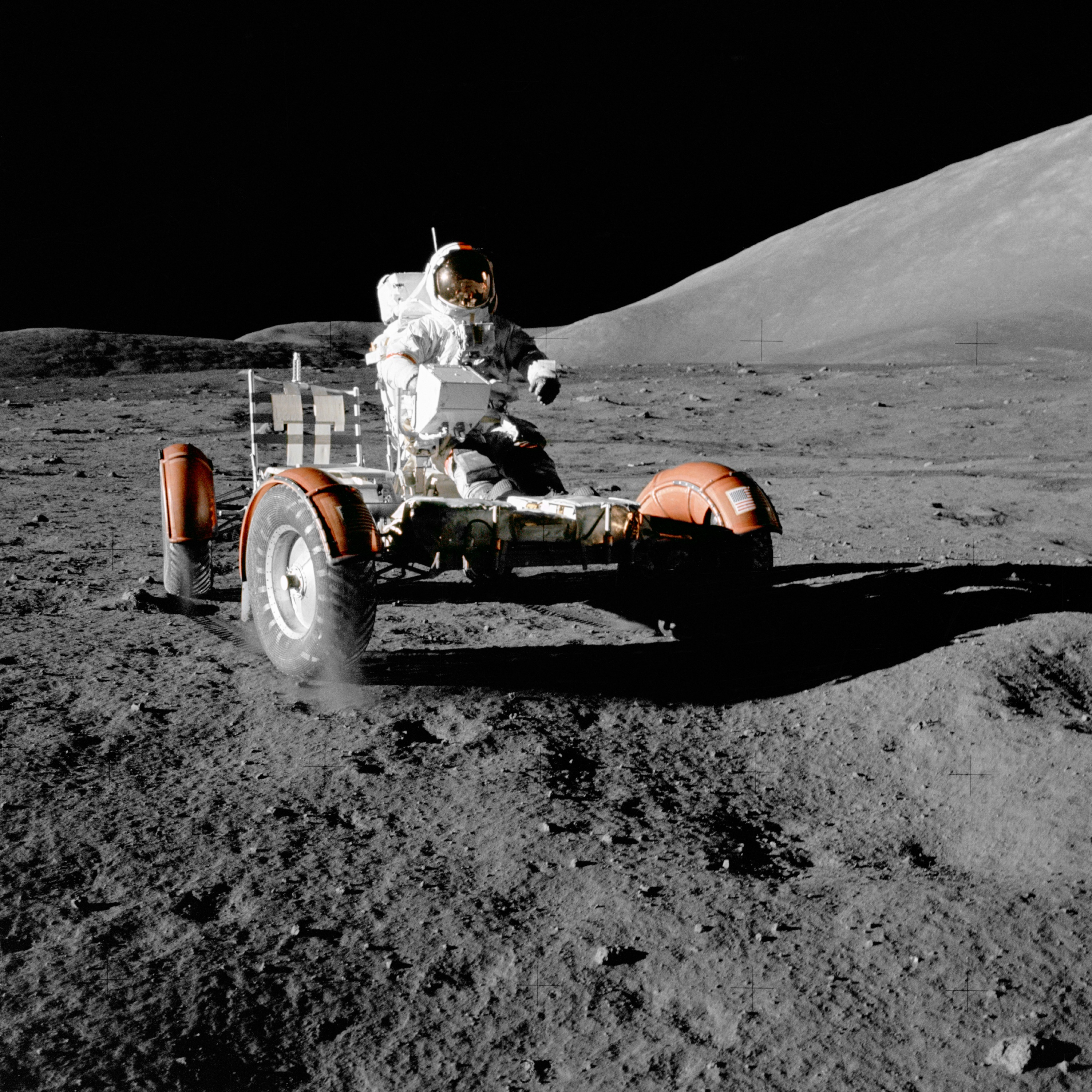
Реголит под колёсами Лунного автомобиля

Первое инструментальное определение плотности и прочности поверхностного слоя реголита было осуществлено советской автоматической станцией «Луна-13» 24—31 декабря 1966 года.
Впервые лунный грунт был доставлен на Землю экипажем космического корабля «Аполлон-11» в июле 1969 года в количестве 21,7 кг. В ходе лунных миссий по программе Аполлон всего на Землю было доставлено 382 кг лунного грунта. Исследованием грунта, привезённого «Аполлонами», занималась Миртл Бачелдер.
Автоматическая станция «Луна-16» доставила 101 г грунта 24 сентября 1970 года (уже после экспедиций Аполлон-11 и Аполлон-12).
«Луна-16», «Луна-20» и «Луна-24» доставили грунт из трёх районов Луны: Моря Изобилия, материкового района вблизи кратера Амегино и Моря Кризисов в количестве 324 г, и он был передан в ГЕОХИ РАН для исследования и хранения.
16 декабря 2020 года китайский космический аппарат «Чанъэ-5» доставил на Землю 1731 грамм лунного грунта. После проведённых двухгодичных исследований доставленного лунного грунта Китайское национальное космическое агентство и Управление по атомной энергии Китая (CAEA) сообщили об открытии нового, шестого по счёту, минерала, обнаруженного людьми на Луне — он был назван чанъэзит-(Y) (англ. changesite-(Y), «камень Чанъэ»). Китай стал третьей страной в мире, открывшей новый лунный минерал, отнесённый к разряду фосфатных.
С 1969 года проводятся международные конференции по лунному грунту. Первая называлась «Apollo Conference», потом, когда появились образцы «Луны-16», конференции стали называть «Lunar Science Conference»,
а с 1978 они называются «Lunar and Planetary Science Conference». Сводка ссылок на работы по лунному грунту содержит более 3700 научных работ.

### Биологическое применение
Исследования Лаборатории космических растений (США) 2021 года показали, что в лунном реголите, увлажнённом 12,5%-й средой Мурасиге — Скугга можно выращивать земные растения: по крайней мере, в этой смеси прорастает и растёт резуховидка Таля, хотя её рост и происходит тяжелее, чем в земной почве.

## Реголит астероидов

Астероид Итокава.

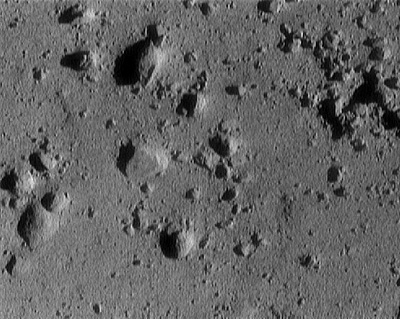
Поверхность астероида Эроса с расстояния 250 м.

Астероиды имеют особый реголит отличный от лунного. NEAR Shoemaker стал первым искусственным спутником астероида, и первым искусственным объектом, совершившим мягкую посадку на астероид в 2001 году, снимки поверхности астероида Эроса, сделанные им, являются первыми детальными изображениями реголита астероида. По пути к Эросу аппарат NEAR Shoemaker также исследовал астероид Матильда. Японская миссия Хаябуса предоставила четкие изображения реголита на астероиде Итокава, это самый маленький астероид исследованный с близкого расстояния. Европейский зонд «Розетта» исследовал астероид Лютеция в 2010 году, около северного полюса астероида имеется необычный слой реголита, который течет в виде оползней, связанных с изменениями альбедо астероида.
Было осуществлено три программы по доставке реголита астероидов на Землю. Японские станции «Хаябуса» с астероида Итокава в 2010 году, «Хаябуса-2» c Рюгу в 2018 году и американская миссия OSIRIS-REx c Бенну в 2023 году.